# Кауфман, Кельвин Генри
Кельвин Генри Кауфман (англ. Calvin Henry Kauffman; 1869—1931) — американский миколог.

## Биография
Кельвин Генри Кауфман родился 1 марта 1869 года на ферме в районе городе Лебанон в Пенсильвании. В 1895 году Кауфман получил степень бакалавра искусств в Гарвардском университете. Затем Кауфман несколько лет преподавал в различных школах Пенсильвании, Индианы и Иллинойса. С 1901 по 1902 посещал курсы по микологии в Университете Висконсина в Мадисоне. С 1902 по 1904 учился в Корнеллском университете, был помощником Джорджа Аткинсона. В 1904 году Кауфман стал работать в Мичиганском университете, в 1907 получил степень доктора философии. В 1921 году он стал директором гербария Мичиганского университета. В 1923 году Кауфман стал профессором. Скончался 14 июня 1931 года в своем доме в Анн-Арборе.

## Некоторые виды грибов, названные в честь К. Г. Кауфмана
- Agaricus kauffmanii A.H.Sm., 1940
- Boletus kauffmanii Lohwag, 1937
- Cantharellus kauffmanii A.H.Sm., 1947 [syn.  Gomphus kauffmanii (A.H.Sm.) Corner, 1966]
- Collybia kauffmanii Halling, 1983 [syn.  Gymnopus kauffmanii (Halling) Halling, 1997]
- Cortinarius kauffmanianus A.H.Sm., 1933
- Cortinarius kauffmanii Bidaud, Moënne-Locc. & Reumaux, 1994
- Crepidotus kauffmanii Hesler & A.H.Sm., 1965
- Entoloma kauffmanii Malloch, 2010
- Hebeloma kauffmanii A.H.Sm., V.S.Evenson & Mitchel, 1983
- Hygrophorus kauffmanii A.H.Sm. & Hesler, 1939
- Inocybe kauffmanii A.H.Sm., 1939
- Lactarius kauffmanii Hesler & A.H.Sm., 1979
- Lentinus kauffmanii A.H.Sm., 1946 [syn.  Neolentinus kauffmanii (A.H.Sm.) Redhead & Ginns, 1985]
- Lepiota kauffmanii Zeller, 1933
- Limacella kauffmanii H.V.Sm., 1945
- Mycena kauffmaniana A.H.Sm., 1947
- Naucoria kauffmanii A.H.Sm., 1937 [syn.  Phaeocollybia kauffmanii (A.H.Sm.) Singer, 1940]
- Otidea kauffmanii Kanouse, 1950
- Psathyrella kauffmanii A.H.Sm., 1972
- Rhizopogon kauffmanii A.H.Sm. & Zeller, 1966
- Russula kauffmanii Jul.Schäff., 1933
- Stropharia kauffmanii A.H.Sm., 1941
- Xeromphalina kauffmanii A.H.Sm., 1953